# Óscar Casas
Óscar Casas, nato Óscar Casas Sierra, (Barcellona, 21 settembre 1998), è un attore spagnolo.

## Biografia
Óscar Casas ha iniziato la sua carriera cinematografica con alcuni piccoli camei. La sua prima apparizione è stata nella serie televisiva Abuela de verano.
Attualmente vive a Madrid con la sua famiglia. I suoi fratelli maggiori, Mario e Christian sono anch'essi attori. Ha anche una sorella, Sheila, ed un fratello minore, Daniel.

## Filmografia

### Cinema
- 53 días de invierno, regia di Judith Colell (2006)
- Ángeles S.A., regia di Eduard Bosch (2007)
- The Orphanage (El orfanato), regia di Juan Antonio Bayona (2007)
- Proyecto Dos, regia di Guillermo Fernández Groizard (2008)
- No me pidas que te bese porque te besaré, regia di Albert Espinosa (2008)
- Fuga de cerebros, regia di Fernando González Molina (2009)
- Lobos, regia di Craig William Macneill - cortometraggio (2009)
- El sueño de Iván, regia di Roberto Santiago (2011)
- Proyecto tiempo, regia di Isabel Coixet (2017)
- Til vi falder, regia di Samanou Acheche Sahlstrøm (2018)
- El Hormiguero: Vacaciones en el Titanic, regia di Pablo Motos e Jorge Salvador - cortometraggio (2019)
- Los Rodríguez y el más allá, regia di Paco Arango (2019)
- La Tarotista, regia di Martina Hache - cortometraggio (2021)
- Granada Nights, regia di Abid Khan (2021)
- Xtremo, regia di Daniel Benmayor (2021)
- Hollyblood, regia di Jesús Font i Urgell (2022)

### Televisione
- Abuela de verano – serie TV, 13 episodi (2005)
- SMS, sin miedo a soñar – serie TV, 3 episodi (2006)
- Los Serrano – serie TV, 2 episodi (2006-2007)
- Génesis, en la mente del asesino – serie TV, 1 episodio (2007)
- Cuenta atrás – serie TV, 1 episodio (2007)
- Gominolas – serie TV, 6 episodi (2007)
- Planta 25 – serie TV, 59 episodi (2007-2008)
- Fuera de lugar – serie TV, 8 episodi (2008)
- Serrallonga, regia di Esteve Rovira – miniserie TV, 1 episodio (2008)
- Águila Roja – serie TV, 48 episodi (2009-2014)
- Carmina, regia di Miguel Albaladejo – miniserie TV, 1 episodio (2012)
- El barco – serie TV, 1 episodio (2012)
- El final del camino – serie TV, 1 episodio (2017)
- Si fueras tú, regia di Joaquín Llamas – miniserie TV, 7 episodi (2017)
- Cuéntame cómo pasó – serie TV, 14 episodi (2018)
- Instinto – serie TV, 8 episodi (2019)
- Strega per sempre (Siempre bruja) – serie TV, 8 episodi (2020)
- Hanna – serie TV, 2 episodi (2020)
- The Liberator, regia di Grzegorz Jonkajtys – miniserie TV, 1 episodio (2020)
- Jaguar – serie TV, 6 episodi (2021)

## Doppiatori italiani
Nelle versioni in italiano delle opere in cui ha recitato, Oscar Casas è stato doppiato da:
- Marco Briglione in Xtremo
- Mattia Billi in Jaguar